# Cardiorhinus modestus
Cardiorhinus modestus is een keversoort uit de familie kniptorren (Elateridae). De wetenschappelijke naam van de soort is voor het eerst geldig gepubliceerd in 1863 door Ernest Candèze.